# Kongres (møde)
 For alternative betydninger, se Kongres. (Se også artikler, som begynder med Kongres)
Kongres et større møde hvor medlemmer af en politisk eller faglig organisation diskuterer aktuelle emner.